# Mnemomyia rostrata
Mnemomyia rostrata är en tvåvingeart som beskrevs av Wray Merrill Bowden 1975. Mnemomyia rostrata ingår i släktet Mnemomyia och familjen svävflugor. Inga underarter finns listade i Catalogue of Life.